# Burgstraße 1 (Dargun)
Das Bauernhaus mit Scheune, Burgstraße 1, in Dargun (Mecklenburg-Vorpommern) an der B 110 ist ein niederdeutsches Hallenhaus aus dem 17. Jahrhundert.
Die Gebäude stehen unter Denkmalschutz.

## Geschichte
Dargun, mit um 4300 Einwohnern, entstand im Mittelalter beim Dorf Röcknitz.
Das eingeschossige einfache Hallenhaus mit einem reetgedeckten Krüppelwalmdach und sichtbarem Fachwerk im Giebel wurde als bäuerliches Wohnstallhaus genutzt. Es war ein Einhaus, bei dem Wohnung, Stallraum und Erntelager in einem großen Hauskörper zusammengefasst waren. Das Bauernhaus wurde später um eine erhaltene Scheune ergänzt. Das Haus wurde im Rahmen der Städtebauförderung in den 1990er Jahren saniert, die Scheune Bestands-gesichert. Eine angestrebte Nutzung als Ferienhaus wurde bisher (2021) nicht realisiert.